# This Is Darin
| Recensione                        | Giudizio |
| --------------------------------- | -------- |
| AllMusic                          | [ 2 ]    |
| The New Rolling Stone Album Guide | [ 3 ]    |

This Is Darin è il terzo album discografico del cantante statunitense Bobby Darin, pubblicato dall'etichetta discografica Atco Records nel febbraio del 1960.

## Tracce

### LP
Lato A
1. Clementine – 3:13 (Woody Harris) – Registrato il 3 settembre 1959 a Los Angeles, California
2. Have You Got Any Castles, Baby – 3:33 (Johnny Mercer, Richard A. Whiting) – Registrato il 21 maggio 1959 a Los Angeles, California
3. Don't Dream of Anybody But Me – 4:08 (Bart Howard, Neal Hefti) – Registrato il 21 maggio 1959 a Los Angeles, California
4. My Gal Sal – 2:06 (Paul Dresser) – Registrato il 19 maggio 1959 a Los Angeles, California
5. Black Coffee – 3:59 (Paul Francis Webster, Sonny Burke) – Registrato il 20 maggio 1959 a Los Angeles, California
6. Caravan – 2:58 (Irving Mills, Duke Ellington, Juan Tizol) – Registrato il 21 maggio 1959 a Los Angeles, California

Lato B
1. Guys and Dolls – 2:10 (Frank Loesser) – Registrato il 3 settembre 1959 a Los Angeles, California
2. Down with Love – 2:55 (E. Y. Harburg, Burton Lane) – Registrato il 19 maggio 1959 a Los Angeles, California
3. Pete Kelly's Blues – 4:10 (Sammy Cahn, Ray Heindorf) – Registrato il 20 maggio 1959 a Los Angeles, California
4. All Nite Long – 2:57 (Woody Harris) – Registrato il 3 settembre 1959 a Los Angeles, California
5. The Gal That Got Away – 4:03 (Ira Gershwin, Harold Arlen) – Registrato il 19 maggio 1959 a Los Angeles, California
6. I Can't Give You Anything But Love – 2:39 (Dorothy Fields, Jimmy McHugh) – Registrato il 3 settembre 1959 a Los Angeles, California

## Musicisti
Clementine / Guys and Dolls / All Nite Long / I Can't Give You Anything But Love
- Bobby Darin - voce
- Buddy Bregman - conduttore orchestra, arrangiamenti (brani: Clementine, All Nite Long e I Can't Give You Anything But Love)
- Richard Wess - arrangiamento (brano: Guys and Dolls)
- Altri musicisti non accreditati
- Sconosciuto - ingegnere delle registrazioni

Have You Got Any Castles, Baby / Don't Dream of Anybody But Me / Caravan
- Bobby Darin - voce
- Richard Wess - conduttore orchestra, arrangiamenti
- Conte Candoli - tromba
- Al Porcino - tromba
- Ray Triscari - tromba
- Stu Williamson - tromba
- Milt Bernhart - trombone
- Joe Cadena - trombone
- Bob Enevoldsen - trombone
- Ken Shroyer - trombone
- Med Flory - sassofono
- Charles Kennedy - sassofono
- Joe Maini - sassofono
- Bill Perkins - sassofono
- Jack Schwartz - sassofono
- Richard Behrke - piano
- Barney Kessel - chitarra
- Max Bennett - contrabbasso
- Mel Lewis - batteria
- Sconosciuto - ingegnere delle registrazioni

My Gal Sal / Down with Love / The Gal That Got Away
- Bobby Darin - voce
- Richard Wess - conduttore orchestra, arrangiamenti
- Conte Candoli - tromba
- Al Porcino - tromba
- Ray Triscari - tromba
- Stu Williamson - tromba
- Milt Bernhart - trombone
- Joe Cadena - trombone
- Bob Enevoldsen - trombone
- Ken Shroyer - trombone
- Buddy Collette - sassofono
- Ted Nash - sassofono
- Bud Shank - sassofono
- Victor Arno - violino
- Dave Frizina - violino
- Sarah Kreindler - violino
- Dan Lube - violino
- Lou Rademan - violino
- Isadore Roman - violino
- Paul Shure - violino
- Felix Slatkin - violino
- Allan Harshman - viola
- Gary Nuttycombe - viola
- Ray Kramer - violoncello
- Eleanor Slatkin - violoncello
- Richard Behrke - piano
- Barney Kessel - chitarra
- Joe Mondragon - contrabbasso
- Alvin Stoller - batteria
- Sconosciuto - ingegnere delle registrazioni

Black Coffee / Pete Kelly's Blues
- Bobby Darin - voce
- Richard Wess - conduttore orchestra, arrangiamenti
- Milt Bernhart - trombone
- Gene Cipriani - sassofono
- Buddy Collette - sassofono
- Victor Arno - violino
- George Berres - violino
- John DeVoogt - violino
- Harold Dicterow - violino
- Eliot Fisher - violino
- Dave Frizina - violino
- James Getzoff - violino
- Joe Livoti - violino
- Dan Lube - violino
- Isadore Roman - violino
- Ralph Schaeffer - violino
- Eudice Shapiro - violino
- Felix Slatkin - violino
- Joe Stepansky - violino
- Gerry Vinci - violino
- Gordon Groves - viola
- Allan Harshman - viola
- Gary Nuttycombe - viola
- Bob Ostrowsky - viola
- Ray Kramer - violoncello
- Eleanor Slatkin - violoncello
- Richard Behrke - piano
- Barney Kessel - chitarra
- Joe Mondragon - contrabbasso
- Alvin Stoller - batteria

Note aggiuntive
- Ahmet Ertegün e Nesuhi Ertegün - supervisione
- Richard Wess - arrangiamenti, conduttore orchestra
- Garrett/Howard - foto e design copertina album originale

## Classifica
Album
| Anno | Classifica            | Posizione raggiunta |
| ---- | --------------------- | ------------------- |
| 1960 | Official Albums Chart | 4                   |

Singoli
| Anno | Titolo del brano | Classifica             | Posizione raggiunta |
| ---- | ---------------- | ---------------------- | ------------------- |
| 1960 | Clementine       | Billboard Hot 100      | 21                  |
| 1960 | Clementine       | Official Singles Chart | 8                   |